# Popes pagasts
Popes pagasts er en territorial enhed i Ventspils novads i Letland. Pagasten havde 1.126 indbyggere i 2010 og 1.040 indbyggere i 2016 og omfatter et areal på 167,74 kvadratkilometer. Hovedbyen i pagasten er Pope.